# Tirreno-Adriático 2013
La 48.ª edición de la Tirreno-Adriático se disputó entre el 7 y el 12 de marzo de 2013. La carrera empezó en San Vincenzo y terminó, como es habitual, en San Benedetto del Tronto, después de recorrer 1051,2 km en 7 etapas.
Perteneció al UCI WorldTour 2013.
El ganador final fue Vincenzo Nibali. Completaron el podio Chris Froome y Alberto Contador (vencedor de la clasificación por puntos), respectivamente.
En las otras clasificaciones secundarias se impusieron Damiano Cunego (montaña), Michał Kwiatkowski (jóvenes) y Movistar (equipos)- esta clasificación por equipos solo existió a efectos UCI-.

## Equipos participantes
Tomaron parte en la carrera 22 equipos: los 19 de categoría UCI ProTeam (al ser obligada su participación); más 3 de categoría Profesional Continental mediante invitación de la organización (MTN Qhubeka, Team NetApp-Endura y Vini Fantini). Formando así un pelotón de 176 ciclistas de 8 corredores cada equipo, de los que acabaron 107. Los equipos participantes fueron:
| ProTeams (19)- AG2R La Mondiale - Argos-Shimano - Astana - Blanco - BMC Racing Team - Cannondale Pro Cycling - Euskaltel-Euskadi - FDJ - Garmin Sharp - Katusha - Lampre-Merida - Lotto-Belisol - Movistar Team - Omega Pharma-Quick Step - Orica-GreenEDGE - RadioShack-Leopard - Saxo-Tinkoff - Sky - Vacansoleil-DCM Equipos continentales profesionales (3)- MTN-Qhubeka - NetApp-Endura - Vini Fantini-Selle Italia |
| |

## Etapas
| Etapa     | Fecha     | Recorrido                                           | type                     | Distancia (km) | Ganador                 | Líder              |
| --------- | --------- | --------------------------------------------------- | ------------------------ | -------------- | ----------------------- | ------------------ |
| 1.ª etapa | 6 de mar  | San Vincenzo – Castagneto Carducci                  | contrarreloj por equipos | 16,9           | Omega Pharma-Quick Step | Mark Cavendish     |
| 2.ª etapa | 7 de mar  | San Vincenzo – Arezzo                               | etapa llana              | 232            | Matthew Goss            | Mark Cavendish     |
| 3.ª etapa | 8 de mar  | Arezzo – Narni                                      | etapa escarpada          | 190            | Peter Sagan             | Mark Cavendish     |
| 4.ª etapa | 9 de mar  | Narni – Prati di Tivo                               | etapa de montaña         | 173            | Chris Froome            | Michał Kwiatkowski |
| 5.ª etapa | 10 de mar | Ortona – Chieti                                     | etapa de media montaña   | 230            | Joaquim Rodríguez       | Chris Froome       |
| 6.ª etapa | 11 de mar | Porto Sant'Elpidio – Porto Sant'Elpidio             | etapa escarpada          | 209            | Peter Sagan             | Vincenzo Nibali    |
| 7.ª etapa | 12 de mar | San Benedetto del Tronto – San Benedetto del Tronto | contrarreloj individual  | 9,2            | Tony Martin             | Vincenzo Nibali    |

## Desarrollo de la carrera

### Etapa 1
| San Vincenzo - Castagneto Carducci | contrarreloj por equipos | (16,9 km) |

| \| Clasificación de la etapa \| Clasificación de la etapa \| Clasificación de la etapa \| Clasificación de la etapa \| Clasificación de la etapa \| Clasificación de la etapa \| \| Equipo \| Equipo \| Tiempo \| Diferencia \| Promedio \| \| \| ------------------------- \| ------------------------- \| ------------------------- \| ------------------------- \| ------------------------- \| ------------------------- \| \| 1.º \| Omega Pharma-Quick Step \| 19 min 24 s \| 19 min 24 s \| 52.268 km/h \| \| \| 2.º \| Movistar Team \| 19 min 35 s \| + 11 s \| 51.779 km/h \| \| \| 3.º \| BMC Racing Team \| 19 min 40 s \| + 16 s \| 51.779 km/h \| \| \| 4.º \| Cannondale Pro Cycling \| 19 min 43 s \| + 19 s \| 51.429 km/h \| \| \| 5.º \| Astana \| 19 min 44 s \| + 20 s \| 51.385 km/h \| \| \| 6.º \| Orica-GreenEDGE \| 19 min 48 s \| + 24 s \| 51.212 km/h \| \| \| 7.º \| Sky \| 19 min 49 s \| + 25 s \| 51.169 km/h \| \| \| 8.º \| Saxo-Tinkoff \| 19 min 53 s \| + 29 s \| 50.997 km/h \| \| \| 9.º \| Lampre-Merida \| 19 min 59 s \| + 35 s \| 50.742 km/h \| \| \| 10.º \| RadioShack-Leopard \| 20 min 00 s \| + 36 s \| 50.700 km/h \| \| |                         |             |             |             |
| |                         |             |             |             |
| |                         |             |             |             |
| Clasificación de la etapa |                         |             |             |             |
| Equipo | Equipo                  | Tiempo      | Diferencia  | Promedio    |
| 1.º | Omega Pharma-Quick Step | 19 min 24 s | 19 min 24 s | 52.268 km/h |
| 2.º | Movistar Team           | 19 min 35 s | + 11 s      | 51.779 km/h |
| 3.º | BMC Racing Team         | 19 min 40 s | + 16 s      | 51.779 km/h |
| 4.º | Cannondale Pro Cycling  | 19 min 43 s | + 19 s      | 51.429 km/h |
| 5.º | Astana                  | 19 min 44 s | + 20 s      | 51.385 km/h |
| 6.º | Orica-GreenEDGE         | 19 min 48 s | + 24 s      | 51.212 km/h |
| 7.º | Sky                     | 19 min 49 s | + 25 s      | 51.169 km/h |
| 8.º | Saxo-Tinkoff            | 19 min 53 s | + 29 s      | 50.997 km/h |
| 9.º | Lampre-Merida           | 19 min 59 s | + 35 s      | 50.742 km/h |
| 10.º | RadioShack-Leopard      | 20 min 00 s | + 36 s      | 50.700 km/h |

| \| Clasificación general \| Clasificación general \| Clasificación general \| Clasificación general \| Clasificación general \| \| Ciclista \| Ciclista \| Equipo \| Tiempo \| \| \| --------------------- \| --------------------- \| ----------------------- \| --------------------- \| --------------------- \| \| 1.º \| Mark Cavendish \| Omega Pharma-Quick Step \| 19 min 24 s \| \| \| 2.º \| Tony Martin \| Omega Pharma-Quick Step \| + 0 s \| \| \| 3.º \| Michał Kwiatkowski \| Omega Pharma-Quick Step \| + 0 s \| \| \| 4.º \| Zdeněk Štybar \| Omega Pharma-Quick Step \| + 0 s \| \| \| 5.º \| Niki Terpstra \| Omega Pharma-Quick Step \| + 0 s \| \| \| 6.º \| Giovanni Visconti \| Movistar Team \| + 11 s \| \| \| 7.º \| Beñat Intxausti \| Movistar Team \| + 11 s \| \| \| 8.º \| Andrey Amador \| Movistar Team \| + 11 s \| \| \| 9.º \| Jonathan Castroviejo \| Movistar Team \| + 11 s \| \| \| 10.º \| Eros Capecchi \| Movistar Team \| + 11 s \| \| |                      |                         |             |
| |                      |                         |             |
| |                      |                         |             |
| Clasificación general |                      |                         |             |
| Ciclista | Ciclista             | Equipo                  | Tiempo      |
| 1.º | Mark Cavendish       | Omega Pharma-Quick Step | 19 min 24 s |
| 2.º | Tony Martin          | Omega Pharma-Quick Step | + 0 s       |
| 3.º | Michał Kwiatkowski   | Omega Pharma-Quick Step | + 0 s       |
| 4.º | Zdeněk Štybar        | Omega Pharma-Quick Step | + 0 s       |
| 5.º | Niki Terpstra        | Omega Pharma-Quick Step | + 0 s       |
| 6.º | Giovanni Visconti    | Movistar Team           | + 11 s      |
| 7.º | Beñat Intxausti      | Movistar Team           | + 11 s      |
| 8.º | Andrey Amador        | Movistar Team           | + 11 s      |
| 9.º | Jonathan Castroviejo | Movistar Team           | + 11 s      |
| 10.º | Eros Capecchi        | Movistar Team           | + 11 s      |

### Etapa 2
| San Vincenzo - Arezzo | etapa llana | (232 km) |

| \| Clasificación de la etapa \| Clasificación de la etapa \| Clasificación de la etapa \| Clasificación de la etapa \| Clasificación de la etapa \| \| Ciclista \| Ciclista \| Equipo \| Tiempo \| \| \| ------------------------- \| ------------------------- \| ------------------------- \| ------------------------- \| ------------------------- \| \| 1.º \| Matthew Goss \| Orica-GreenEDGE \| 5 h 48 min 41 s \| \| \| 2.º \| Manuel Belletti \| AG2R La Mondiale \| + 0 s \| \| \| 3.º \| Gerald Ciolek \| MTN-Qhubeka \| + 0 s \| \| \| 4.º \| Roberto Ferrari \| Lampre-Merida \| + 0 s \| \| \| 5.º \| Mark Cavendish \| Omega Pharma-Quick Step \| + 0 s \| \| \| 6.º \| Arnaud Démare \| FDJ \| + 0 s \| \| \| 7.º \| André Greipel \| Lotto-Belisol \| + 0 s \| \| \| 8.º \| Kristian Sbaragli \| MTN-Qhubeka \| + 0 s \| \| \| 9.º \| Peter Sagan \| Cannondale \| + 0 s \| \| \| 10.º \| Davide Appollonio \| AG2R La Mondiale \| + 0 s \| \| |                   |                         |                 |
| |                   |                         |                 |
| |                   |                         |                 |
| Clasificación de la etapa |                   |                         |                 |
| Ciclista | Ciclista          | Equipo                  | Tiempo          |
| 1.º | Matthew Goss      | Orica-GreenEDGE         | 5 h 48 min 41 s |
| 2.º | Manuel Belletti   | AG2R La Mondiale        | + 0 s           |
| 3.º | Gerald Ciolek     | MTN-Qhubeka             | + 0 s           |
| 4.º | Roberto Ferrari   | Lampre-Merida           | + 0 s           |
| 5.º | Mark Cavendish    | Omega Pharma-Quick Step | + 0 s           |
| 6.º | Arnaud Démare     | FDJ                     | + 0 s           |
| 7.º | André Greipel     | Lotto-Belisol           | + 0 s           |
| 8.º | Kristian Sbaragli | MTN-Qhubeka             | + 0 s           |
| 9.º | Peter Sagan       | Cannondale              | + 0 s           |
| 10.º | Davide Appollonio | AG2R La Mondiale        | + 0 s           |

| \| Clasificación general \| Clasificación general \| Clasificación general \| Clasificación general \| Clasificación general \| \| Ciclista \| Ciclista \| Equipo \| Tiempo \| \| \| --------------------- \| --------------------- \| ----------------------- \| --------------------- \| --------------------- \| \| 1.º \| Mark Cavendish \| Omega Pharma-Quick Step \| 6 h 08 min 02 s \| \| \| 2.º \| Michał Kwiatkowski \| Omega Pharma-Quick Step \| + 2 s \| \| \| 3.º \| Niki Terpstra \| Omega Pharma-Quick Step \| + 3 s \| \| \| 4.º \| Tony Martin \| Omega Pharma-Quick Step \| + 3 s \| \| \| 5.º \| Zdeněk Štybar \| Omega Pharma-Quick Step \| + 3 s \| \| \| 6.º \| Giovanni Visconti \| Movistar Team \| + 14 s \| \| \| 7.º \| Alex Dowsett \| Movistar Team \| + 14 s \| \| \| 8.º \| Juanjo Cobo \| Movistar Team \| + 14 s \| \| \| 9.º \| Beñat Intxausti \| Movistar Team \| + 14 s \| \| \| 10.º \| Eros Capecchi \| Movistar Team \| + 14 s \| \| |                    |                         |                 |
| |                    |                         |                 |
| |                    |                         |                 |
| Clasificación general |                    |                         |                 |
| Ciclista | Ciclista           | Equipo                  | Tiempo          |
| 1.º | Mark Cavendish     | Omega Pharma-Quick Step | 6 h 08 min 02 s |
| 2.º | Michał Kwiatkowski | Omega Pharma-Quick Step | + 2 s           |
| 3.º | Niki Terpstra      | Omega Pharma-Quick Step | + 3 s           |
| 4.º | Tony Martin        | Omega Pharma-Quick Step | + 3 s           |
| 5.º | Zdeněk Štybar      | Omega Pharma-Quick Step | + 3 s           |
| 6.º | Giovanni Visconti  | Movistar Team           | + 14 s          |
| 7.º | Alex Dowsett       | Movistar Team           | + 14 s          |
| 8.º | Juanjo Cobo        | Movistar Team           | + 14 s          |
| 9.º | Beñat Intxausti    | Movistar Team           | + 14 s          |
| 10.º | Eros Capecchi      | Movistar Team           | + 14 s          |

### Etapa 3
| Arezzo - Narni | etapa escarpada | (190 km) |

| \| Clasificación de la etapa \| Clasificación de la etapa \| Clasificación de la etapa \| Clasificación de la etapa \| Clasificación de la etapa \| \| Ciclista \| Ciclista \| Equipo \| Tiempo \| \| \| ------------------------- \| ------------------------- \| ------------------------- \| ------------------------- \| ------------------------- \| \| 1.º \| Peter Sagan \| Cannondale \| 5 h 15 min 12 s \| \| \| 2.º \| Mark Cavendish \| Omega Pharma-Quick Step \| + 0 s \| \| \| 3.º \| André Greipel \| Lotto-Belisol \| + 0 s \| \| \| 4.º \| Gerald Ciolek \| MTN-Qhubeka \| + 0 s \| \| \| 5.º \| Matthew Goss \| Orica-GreenEDGE \| + 0 s \| \| \| 6.º \| Davide Cimolai \| Lampre-Merida \| + 0 s \| \| \| 7.º \| Tyler Farrar \| Garmin-Sharp \| + 0 s \| \| \| 8.º \| Thor Hushovd \| BMC Racing Team \| + 0 s \| \| \| 9.º \| Manuel Belletti \| AG2R La Mondiale \| + 0 s \| \| \| 10.º \| Simon Geschke \| Argos-Shimano \| + 0 s \| \| |                 |                         |                 |
| |                 |                         |                 |
| |                 |                         |                 |
| Clasificación de la etapa |                 |                         |                 |
| Ciclista | Ciclista        | Equipo                  | Tiempo          |
| 1.º | Peter Sagan     | Cannondale              | 5 h 15 min 12 s |
| 2.º | Mark Cavendish  | Omega Pharma-Quick Step | + 0 s           |
| 3.º | André Greipel   | Lotto-Belisol           | + 0 s           |
| 4.º | Gerald Ciolek   | MTN-Qhubeka             | + 0 s           |
| 5.º | Matthew Goss    | Orica-GreenEDGE         | + 0 s           |
| 6.º | Davide Cimolai  | Lampre-Merida           | + 0 s           |
| 7.º | Tyler Farrar    | Garmin-Sharp            | + 0 s           |
| 8.º | Thor Hushovd    | BMC Racing Team         | + 0 s           |
| 9.º | Manuel Belletti | AG2R La Mondiale        | + 0 s           |
| 10.º | Simon Geschke   | Argos-Shimano           | + 0 s           |

| \| Clasificación general \| Clasificación general \| Clasificación general \| Clasificación general \| Clasificación general \| \| Ciclista \| Ciclista \| Equipo \| Tiempo \| \| \| --------------------- \| --------------------- \| ----------------------- \| --------------------- \| --------------------- \| \| 1.º \| Mark Cavendish \| Omega Pharma-Quick Step \| 11 h 23 min 08 s \| \| \| 2.º \| Michał Kwiatkowski \| Omega Pharma-Quick Step \| + 7 s \| \| \| 3.º \| Niki Terpstra \| Omega Pharma-Quick Step \| + 9 s \| \| \| 4.º \| Tony Martin \| Omega Pharma-Quick Step \| + 9 s \| \| \| 5.º \| Zdeněk Štybar \| Omega Pharma-Quick Step \| + 9 s \| \| \| 6.º \| Peter Sagan \| Cannondale \| + 18 s \| \| \| 7.º \| Alex Dowsett \| Movistar Team \| + 20 s \| \| \| 8.º \| Giovanni Visconti \| Movistar Team \| + 20 s \| \| \| 9.º \| Beñat Intxausti \| Movistar Team \| + 20 s \| \| \| 10.º \| Juanjo Cobo \| Movistar Team \| + 20 s \| \| |                    |                         |                  |
| |                    |                         |                  |
| |                    |                         |                  |
| Clasificación general |                    |                         |                  |
| Ciclista | Ciclista           | Equipo                  | Tiempo           |
| 1.º | Mark Cavendish     | Omega Pharma-Quick Step | 11 h 23 min 08 s |
| 2.º | Michał Kwiatkowski | Omega Pharma-Quick Step | + 7 s            |
| 3.º | Niki Terpstra      | Omega Pharma-Quick Step | + 9 s            |
| 4.º | Tony Martin        | Omega Pharma-Quick Step | + 9 s            |
| 5.º | Zdeněk Štybar      | Omega Pharma-Quick Step | + 9 s            |
| 6.º | Peter Sagan        | Cannondale              | + 18 s           |
| 7.º | Alex Dowsett       | Movistar Team           | + 20 s           |
| 8.º | Giovanni Visconti  | Movistar Team           | + 20 s           |
| 9.º | Beñat Intxausti    | Movistar Team           | + 20 s           |
| 10.º | Juanjo Cobo        | Movistar Team           | + 20 s           |

### Etapa 4
| Narni - Prati di Tivo | etapa de montaña | (173 km) |

| \| Clasificación de la etapa \| Clasificación de la etapa \| Clasificación de la etapa \| Clasificación de la etapa \| Clasificación de la etapa \| \| Ciclista \| Ciclista \| Equipo \| Tiempo \| \| \| ------------------------- \| ------------------------- \| ------------------------- \| ------------------------- \| ------------------------- \| \| 1.º \| Chris Froome \| Team Sky \| 4 h 41 min 31 s \| \| \| 2.º \| Mauro Santambrogio \| Vini Fantini-Selle Italia \| + 6 s \| \| \| 3.º \| Vincenzo Nibali \| Astana \| + 11 s \| \| \| 4.º \| Michał Kwiatkowski \| Omega Pharma-Quick Step \| + 13 s \| \| \| 5.º \| Chris Horner \| RadioShack-Leopard \| + 15 s \| \| \| 6.º \| Alberto Contador \| Saxo-Tinkoff \| + 15 s \| \| \| 7.º \| Rigoberto Urán \| Team Sky \| + 20 s \| \| \| 8.º \| Wout Poels \| Vacansoleil-DCM \| + 43 s \| \| \| 9.º \| Joaquim Rodríguez \| Katusha \| + 43 s \| \| \| 10.º \| Roman Kreuziger \| Saxo-Tinkoff \| + 58 s \| \| |                    |                           |                 |
| |                    |                           |                 |
| |                    |                           |                 |
| Clasificación de la etapa |                    |                           |                 |
| Ciclista | Ciclista           | Equipo                    | Tiempo          |
| 1.º | Chris Froome       | Team Sky                  | 4 h 41 min 31 s |
| 2.º | Mauro Santambrogio | Vini Fantini-Selle Italia | + 6 s           |
| 3.º | Vincenzo Nibali    | Astana                    | + 11 s          |
| 4.º | Michał Kwiatkowski | Omega Pharma-Quick Step   | + 13 s          |
| 5.º | Chris Horner       | RadioShack-Leopard        | + 15 s          |
| 6.º | Alberto Contador   | Saxo-Tinkoff              | + 15 s          |
| 7.º | Rigoberto Urán     | Team Sky                  | + 20 s          |
| 8.º | Wout Poels         | Vacansoleil-DCM           | + 43 s          |
| 9.º | Joaquim Rodríguez  | Katusha                   | + 43 s          |
| 10.º | Roman Kreuziger    | Saxo-Tinkoff              | + 58 s          |

| \| Clasificación general \| Clasificación general \| Clasificación general \| Clasificación general \| Clasificación general \| \| Ciclista \| Ciclista \| Equipo \| Tiempo \| \| \| --------------------- \| --------------------- \| ------------------------- \| --------------------- \| --------------------- \| \| 1.º \| Michał Kwiatkowski \| Omega Pharma-Quick Step \| 16 h 04 min 59 s \| \| \| 2.º \| Chris Froome \| Team Sky \| + 4 s \| \| \| 3.º \| Vincenzo Nibali \| Astana \| + 16 s \| \| \| 4.º \| Alberto Contador \| Saxo-Tinkoff \| + 30 s \| \| \| 5.º \| Rigoberto Urán \| Team Sky \| + 33 s \| \| \| 6.º \| Chris Horner \| RadioShack-Leopard \| + 40 s \| \| \| 7.º \| Mauro Santambrogio \| Vini Fantini-Selle Italia \| + 55 s \| \| \| 8.º \| Jonathan Castroviejo \| Movistar Team \| + 1 min 04 s \| \| \| 9.º \| Roman Kreuziger \| Saxo-Tinkoff \| + 1 min 16 s \| \| \| 10.º \| Joaquim Rodríguez \| Katusha \| + 1 min 16 s \| \| |                      |                           |                  |
| |                      |                           |                  |
| |                      |                           |                  |
| Clasificación general |                      |                           |                  |
| Ciclista | Ciclista             | Equipo                    | Tiempo           |
| 1.º | Michał Kwiatkowski   | Omega Pharma-Quick Step   | 16 h 04 min 59 s |
| 2.º | Chris Froome         | Team Sky                  | + 4 s            |
| 3.º | Vincenzo Nibali      | Astana                    | + 16 s           |
| 4.º | Alberto Contador     | Saxo-Tinkoff              | + 30 s           |
| 5.º | Rigoberto Urán       | Team Sky                  | + 33 s           |
| 6.º | Chris Horner         | RadioShack-Leopard        | + 40 s           |
| 7.º | Mauro Santambrogio   | Vini Fantini-Selle Italia | + 55 s           |
| 8.º | Jonathan Castroviejo | Movistar Team             | + 1 min 04 s     |
| 9.º | Roman Kreuziger      | Saxo-Tinkoff              | + 1 min 16 s     |
| 10.º | Joaquim Rodríguez    | Katusha                   | + 1 min 16 s     |

### Etapa 5
| Ortona - Chieti | etapa de media montaña | (230 km) |

| \| Clasificación de la etapa \| Clasificación de la etapa \| Clasificación de la etapa \| Clasificación de la etapa \| Clasificación de la etapa \| \| Ciclista \| Ciclista \| Equipo \| Tiempo \| \| \| ------------------------- \| ------------------------- \| ------------------------- \| ------------------------- \| ------------------------- \| \| 1.º \| Joaquim Rodríguez \| Katusha \| 6 h 06 min 43 s \| \| \| 2.º \| Bauke Mollema \| Blanco \| + 8 s \| \| \| 3.º \| Alberto Contador \| Saxo-Tinkoff \| + 8 s \| \| \| 4.º \| Mauro Santambrogio \| Vini Fantini-Selle Italia \| + 8 s \| \| \| 5.º \| Chris Horner \| RadioShack-Leopard \| + 8 s \| \| \| 6.º \| Chris Froome \| Team Sky \| + 8 s \| \| \| 7.º \| Vincenzo Nibali \| Astana \| + 17 s \| \| \| 8.º \| Przemysław Niemiec \| Lampre-Merida \| + 22 s \| \| \| 9.º \| Roman Kreuziger \| Saxo-Tinkoff \| + 22 s \| \| \| 10.º \| Daniel Martin \| Garmin-Sharp \| + 28 s \| \| |                    |                           |                 |
| |                    |                           |                 |
| |                    |                           |                 |
| Clasificación de la etapa |                    |                           |                 |
| Ciclista | Ciclista           | Equipo                    | Tiempo          |
| 1.º | Joaquim Rodríguez  | Katusha                   | 6 h 06 min 43 s |
| 2.º | Bauke Mollema      | Blanco                    | + 8 s           |
| 3.º | Alberto Contador   | Saxo-Tinkoff              | + 8 s           |
| 4.º | Mauro Santambrogio | Vini Fantini-Selle Italia | + 8 s           |
| 5.º | Chris Horner       | RadioShack-Leopard        | + 8 s           |
| 6.º | Chris Froome       | Team Sky                  | + 8 s           |
| 7.º | Vincenzo Nibali    | Astana                    | + 17 s          |
| 8.º | Przemysław Niemiec | Lampre-Merida             | + 22 s          |
| 9.º | Roman Kreuziger    | Saxo-Tinkoff              | + 22 s          |
| 10.º | Daniel Martin      | Garmin-Sharp              | + 28 s          |

| \| Clasificación general \| Clasificación general \| Clasificación general \| Clasificación general \| Clasificación general \| \| Ciclista \| Ciclista \| Equipo \| Tiempo \| \| \| --------------------- \| --------------------- \| ------------------------- \| --------------------- \| --------------------- \| \| 1.º \| Chris Froome \| Team Sky \| 22 h 11 min 53 s \| \| \| 2.º \| Alberto Contador \| Saxo-Tinkoff \| + 20 s \| \| \| 3.º \| Vincenzo Nibali \| Astana \| + 20 s \| \| \| 4.º \| Michał Kwiatkowski \| Omega Pharma-Quick Step \| + 24 s \| \| \| 5.º \| Chris Horner \| RadioShack-Leopard \| + 37 s \| \| \| 6.º \| Mauro Santambrogio \| Vini Fantini-Selle Italia \| + 52 s \| \| \| 7.º \| Joaquim Rodríguez \| Katusha \| + 55 s \| \| \| 8.º \| Rigoberto Urán \| Team Sky \| + 57 s \| \| \| 9.º \| Roman Kreuziger \| Saxo-Tinkoff \| + 1 min 27 s \| \| \| 10.º \| Sergio Luis Henao \| Team Sky \| + 1 min 51 s \| \| |                    |                           |                  |
| |                    |                           |                  |
| |                    |                           |                  |
| Clasificación general |                    |                           |                  |
| Ciclista | Ciclista           | Equipo                    | Tiempo           |
| 1.º | Chris Froome       | Team Sky                  | 22 h 11 min 53 s |
| 2.º | Alberto Contador   | Saxo-Tinkoff              | + 20 s           |
| 3.º | Vincenzo Nibali    | Astana                    | + 20 s           |
| 4.º | Michał Kwiatkowski | Omega Pharma-Quick Step   | + 24 s           |
| 5.º | Chris Horner       | RadioShack-Leopard        | + 37 s           |
| 6.º | Mauro Santambrogio | Vini Fantini-Selle Italia | + 52 s           |
| 7.º | Joaquim Rodríguez  | Katusha                   | + 55 s           |
| 8.º | Rigoberto Urán     | Team Sky                  | + 57 s           |
| 9.º | Roman Kreuziger    | Saxo-Tinkoff              | + 1 min 27 s     |
| 10.º | Sergio Luis Henao  | Team Sky                  | + 1 min 51 s     |

### Etapa 6
| Porto Sant'Elpidio - Porto Sant'Elpidio | etapa escarpada | (209 km) |

| \| Clasificación de la etapa \| Clasificación de la etapa \| Clasificación de la etapa \| Clasificación de la etapa \| Clasificación de la etapa \| \| Ciclista \| Ciclista \| Equipo \| Tiempo \| \| \| ------------------------- \| ------------------------- \| ------------------------- \| ------------------------- \| ------------------------- \| \| 1.º \| Peter Sagan \| Cannondale \| 5 h 45 min 17 s \| \| \| 2.º \| Vincenzo Nibali \| Astana \| + 2 s \| \| \| 3.º \| Joaquim Rodríguez \| Katusha \| + 2 s \| \| \| 4.º \| Mauro Santambrogio \| Vini Fantini-Selle Italia \| + 44 s \| \| \| 5.º \| Samuel Sánchez \| Euskaltel Euskadi \| + 44 s \| \| \| 6.º \| Chris Horner \| RadioShack-Leopard \| + 44 s \| \| \| 7.º \| Alberto Contador \| Saxo-Tinkoff \| + 44 s \| \| \| 8.º \| Jürgen Roelandts \| Lotto-Belisol \| + 50 s \| \| \| 9.º \| Thor Hushovd \| BMC Racing Team \| + 50 s \| \| \| 10.º \| Simon Geschke \| Argos-Shimano \| + 50 s \| \| |                    |                           |                 |
| |                    |                           |                 |
| |                    |                           |                 |
| Clasificación de la etapa |                    |                           |                 |
| Ciclista | Ciclista           | Equipo                    | Tiempo          |
| 1.º | Peter Sagan        | Cannondale                | 5 h 45 min 17 s |
| 2.º | Vincenzo Nibali    | Astana                    | + 2 s           |
| 3.º | Joaquim Rodríguez  | Katusha                   | + 2 s           |
| 4.º | Mauro Santambrogio | Vini Fantini-Selle Italia | + 44 s          |
| 5.º | Samuel Sánchez     | Euskaltel Euskadi         | + 44 s          |
| 6.º | Chris Horner       | RadioShack-Leopard        | + 44 s          |
| 7.º | Alberto Contador   | Saxo-Tinkoff              | + 44 s          |
| 8.º | Jürgen Roelandts   | Lotto-Belisol             | + 50 s          |
| 9.º | Thor Hushovd       | BMC Racing Team           | + 50 s          |
| 10.º | Simon Geschke      | Argos-Shimano             | + 50 s          |

| \| Clasificación general \| Clasificación general \| Clasificación general \| Clasificación general \| Clasificación general \| \| Ciclista \| Ciclista \| Equipo \| Tiempo \| \| \| --------------------- \| --------------------- \| ------------------------- \| --------------------- \| --------------------- \| \| 1.º \| Vincenzo Nibali \| Astana \| 27 h 57 min 26 s \| \| \| 2.º \| Chris Froome \| Team Sky \| + 34 s \| \| \| 3.º \| Joaquim Rodríguez \| Katusha \| + 37 s \| \| \| 4.º \| Alberto Contador \| Saxo-Tinkoff \| + 48 s \| \| \| 5.º \| Michał Kwiatkowski \| Omega Pharma-Quick Step \| + 58 s \| \| \| 6.º \| Chris Horner \| RadioShack-Leopard \| + 1 min 05 s \| \| \| 7.º \| Mauro Santambrogio \| Vini Fantini-Selle Italia \| + 1 min 20 s \| \| \| 8.º \| Przemysław Niemiec \| Lampre-Merida \| + 2 min 54 s \| \| \| 9.º \| Andrey Amador \| Movistar Team \| + 2 min 58 s \| \| \| 10.º \| Wout Poels \| Vacansoleil-DCM \| + 3 min 08 s \| \| |                    |                           |                  |
| |                    |                           |                  |
| |                    |                           |                  |
| Clasificación general |                    |                           |                  |
| Ciclista | Ciclista           | Equipo                    | Tiempo           |
| 1.º | Vincenzo Nibali    | Astana                    | 27 h 57 min 26 s |
| 2.º | Chris Froome       | Team Sky                  | + 34 s           |
| 3.º | Joaquim Rodríguez  | Katusha                   | + 37 s           |
| 4.º | Alberto Contador   | Saxo-Tinkoff              | + 48 s           |
| 5.º | Michał Kwiatkowski | Omega Pharma-Quick Step   | + 58 s           |
| 6.º | Chris Horner       | RadioShack-Leopard        | + 1 min 05 s     |
| 7.º | Mauro Santambrogio | Vini Fantini-Selle Italia | + 1 min 20 s     |
| 8.º | Przemysław Niemiec | Lampre-Merida             | + 2 min 54 s     |
| 9.º | Andrey Amador      | Movistar Team             | + 2 min 58 s     |
| 10.º | Wout Poels         | Vacansoleil-DCM           | + 3 min 08 s     |

### Etapa 7
| San Benedetto del Tronto - San Benedetto del Tronto | contrarreloj individual | (9,2 km) |

| \| Clasificación de la etapa \| Clasificación de la etapa \| Clasificación de la etapa \| Clasificación de la etapa \| Clasificación de la etapa \| \| Ciclista \| Ciclista \| Equipo \| Tiempo \| \| \| ------------------------- \| ------------------------- \| ------------------------- \| ------------------------- \| ------------------------- \| \| 1.º \| Tony Martin \| Omega Pharma-Quick Step \| 10 min 25 s \| \| \| 2.º \| Adriano Malori \| Lampre-Merida \| + 6 s \| \| \| 3.º \| Andrey Amador \| Movistar Team \| + 10 s \| \| \| 4.º \| Fabian Cancellara \| RadioShack-Leopard \| + 12 s \| \| \| 5.º \| Jonathan Castroviejo \| Movistar Team \| + 14 s \| \| \| 6.º \| Chris Froome \| Team Sky \| + 15 s \| \| \| 7.º \| Hayden Roulston \| RadioShack-Leopard \| + 20 s \| \| \| 8.º \| Michał Kwiatkowski \| Omega Pharma-Quick Step \| + 21 s \| \| \| 9.º \| Dario Cataldo \| Team Sky \| + 23 s \| \| \| 10.º \| Alex Dowsett \| Movistar Team \| + 23 s \| \| |                      |                         |             |
| |                      |                         |             |
| |                      |                         |             |
| Clasificación de la etapa |                      |                         |             |
| Ciclista | Ciclista             | Equipo                  | Tiempo      |
| 1.º | Tony Martin          | Omega Pharma-Quick Step | 10 min 25 s |
| 2.º | Adriano Malori       | Lampre-Merida           | + 6 s       |
| 3.º | Andrey Amador        | Movistar Team           | + 10 s      |
| 4.º | Fabian Cancellara    | RadioShack-Leopard      | + 12 s      |
| 5.º | Jonathan Castroviejo | Movistar Team           | + 14 s      |
| 6.º | Chris Froome         | Team Sky                | + 15 s      |
| 7.º | Hayden Roulston      | RadioShack-Leopard      | + 20 s      |
| 8.º | Michał Kwiatkowski   | Omega Pharma-Quick Step | + 21 s      |
| 9.º | Dario Cataldo        | Team Sky                | + 23 s      |
| 10.º | Alex Dowsett         | Movistar Team           | + 23 s      |

## Clasificaciones finales
- Las clasificaciones finalizaron de la siguiente forma:

### Clasificación general
| \| Clasificación general \| Clasificación general \| Clasificación general \| Clasificación general \| Clasificación general \| \| Ciclista \| Ciclista \| Equipo \| Tiempo \| \| \| --------------------- \| --------------------- \| ------------------------- \| --------------------- \| --------------------- \| \| 1.º \| Vincenzo Nibali \| Astana \| 28 h 08 min 17 s \| \| \| 2.º \| Chris Froome \| Team Sky \| + 23 s \| \| \| 3.º \| Alberto Contador \| Saxo-Tinkoff \| + 52 s \| \| \| 4.º \| Michał Kwiatkowski \| Omega Pharma-Quick Step \| + 53 s \| \| \| 5.º \| Joaquim Rodríguez \| Katusha \| + 54 s \| \| \| 6.º \| Chris Horner \| RadioShack-Leopard \| + 1 min 21 s \| \| \| 7.º \| Mauro Santambrogio \| Vini Fantini-Selle Italia \| + 2 min 03 s \| \| \| 8.º \| Andrey Amador \| Movistar Team \| + 2 min 42 s \| \| \| 9.º \| Przemysław Niemiec \| Lampre-Merida \| + 3 min 19 s \| \| \| 10.º \| Wout Poels \| Vacansoleil-DCM \| + 3 min 35 s \| \| |                    |                           |                  |
| |                    |                           |                  |
| Fuente: ProCyclingStats |                    |                           |                  |
| Clasificación general |                    |                           |                  |
| Ciclista | Ciclista           | Equipo                    | Tiempo           |
| 1.º | Vincenzo Nibali    | Astana                    | 28 h 08 min 17 s |
| 2.º | Chris Froome       | Team Sky                  | + 23 s           |
| 3.º | Alberto Contador   | Saxo-Tinkoff              | + 52 s           |
| 4.º | Michał Kwiatkowski | Omega Pharma-Quick Step   | + 53 s           |
| 5.º | Joaquim Rodríguez  | Katusha                   | + 54 s           |
| 6.º | Chris Horner       | RadioShack-Leopard        | + 1 min 21 s     |
| 7.º | Mauro Santambrogio | Vini Fantini-Selle Italia | + 2 min 03 s     |
| 8.º | Andrey Amador      | Movistar Team             | + 2 min 42 s     |
| 9.º | Przemysław Niemiec | Lampre-Merida             | + 3 min 19 s     |
| 10.º | Wout Poels         | Vacansoleil-DCM           | + 3 min 35 s     |

### Clasificación de la montaña
| Clasificación de la montaña | Clasificación de la montaña | Clasificación de la montaña | Clasificación de la montaña | Clasificación de la montaña |
| Ciclista                    | Ciclista                    | Equipo                      | Puntos                      |                             |
| --------------------------- | --------------------------- | --------------------------- | --------------------------- | --------------------------- |
| 1.º                         | Damiano Cunego              | Lampre-Merida               | 20 pts                      |                             |
| 2.º                         | Cesare Benedetti            | NetApp-Endura               | 13 pts                      |                             |
| 3.º                         | Garikoitz Bravo             | Euskaltel Euskadi           | 10 pts                      |                             |
| 4.º                         | Chris Froome                | Team Sky                    | 9 pts                       |                             |
| 5.º                         | Joaquim Rodríguez           | Katusha                     | 5 pts                       |                             |
| 6.º                         | Beñat Intxausti             | Movistar Team               | 5 pts                       |                             |
| 7.º                         | Vincenzo Nibali             | Astana                      | 5 pts                       |                             |
| 8.º                         | Anthony Roux                | FDJ                         | 5 pts                       |                             |
| 9.º                         | Mauro Santambrogio          | Vini Fantini-Selle Italia   | 3 pts                       |                             |
| 10.º                        | Tom Dumoulin                | Argos-Shimano               | 3 pts                       |                             |

### Clasificación de los puntos
| Clasificación por puntos | Clasificación por puntos | Clasificación por puntos  | Clasificación por puntos | Clasificación por puntos |
| Ciclista                 | Ciclista                 | Equipo                    | Puntos                   |                          |
| ------------------------ | ------------------------ | ------------------------- | ------------------------ | ------------------------ |
| 1.º                      | Alberto Contador         | Saxo-Tinkoff              | 27 pts                   |                          |
| 2.º                      | Peter Sagan              | Cannondale                | 26 pts                   |                          |
| 3.º                      | Chris Froome             | Team Sky                  | 25 pts                   |                          |
| 4.º                      | Vincenzo Nibali          | Astana                    | 25 pts                   |                          |
| 5.º                      | Mauro Santambrogio       | Vini Fantini-Selle Italia | 24 pts                   |                          |
| 6.º                      | Joaquim Rodríguez        | Katusha                   | 22 pts                   |                          |
| 7.º                      | Chris Horner             | RadioShack-Leopard        | 17 pts                   |                          |
| 8.º                      | Michał Kwiatkowski       | Omega Pharma-Quick Step   | 15 pts                   |                          |
| 9.º                      | Gerald Ciolek            | MTN-Qhubeka               | 15 pts                   |                          |
| 10.º                     | Tony Martin              | Omega Pharma-Quick Step   | 12 pts                   |                          |

### Clasificación de los jóvenes
| Clasificación del mejor joven | Clasificación del mejor joven | Clasificación del mejor joven | Clasificación del mejor joven | Clasificación del mejor joven |
| Ciclista                      | Ciclista                      | Equipo                        | Tiempo                        |                               |
| ----------------------------- | ----------------------------- | ----------------------------- | ----------------------------- | ----------------------------- |
| 1.º                           | Michał Kwiatkowski            | Omega Pharma-Quick Step       | 28 h 09 min 10 s              |                               |
| 2.º                           | Tom Slagter                   | Blanco                        | + 16 min 34 s                 |                               |
| 3.º                           | Arthur Vichot                 | FDJ                           | + 16 min 47 s                 |                               |
| 4.º                           | Peter Sagan                   | Cannondale                    | + 19 min 37 s                 |                               |
| 5.º                           | Tom Dumoulin                  | Argos-Shimano                 | + 20 min 10 s                 |                               |
| 6.º                           | Moreno Moser                  | Cannondale                    | + 23 min 43 s                 |                               |
| 7.º                           | Alex Dowsett                  | Movistar Team                 | + 39 min 55 s                 |                               |
| 8.º                           | Adriano Malori                | Lampre-Merida                 | + 40 min 02 s                 |                               |
| 9.º                           | Miguel Mínguez                | Euskaltel Euskadi             | + 41 min 53 s                 |                               |
| 10.º                          | Salvatore Puccio              | Team Sky                      | + 43 min 34 s                 |                               |

### Clasificación por equipos
| Clasificación por equipos | Clasificación por equipos | Clasificación por equipos | Clasificación por equipos |
| Equipo                    | Equipo                    | Tiempo                    |                           |
| ------------------------- | ------------------------- | ------------------------- | ------------------------- |
| 1.º                       | Movistar Team             | 83 h 57 min 42 s          |                           |
| 2.º                       | Sky                       | + 2 min 30 s              |                           |
| 3.º                       | Katusha                   | + 15 min 40 s             |                           |
| 4.º                       | Saxo-Tinkoff              | + 19 min 49 s             |                           |
| 5.º                       | Vacansoleil-DCM           | + 19 min 49 s             |                           |
| 6.º                       | Lampre-Merida             | + 26 min 32 s             |                           |
| 7.º                       | Vini Fantini-Selle Italia | + 26 min 41 s             |                           |
| 8.º                       | Cannondale Pro Cycling    | + 26 min 59 s             |                           |
| 9.º                       | NetApp-Endura             | + 27 min 33 s             |                           |
| 10.º                      | Astana                    | + 29 min 42 s             |                           |

## Evolución de las clasificaciones
| Etapa (Vencedor)                          | Clasificación general | Clasificación por puntos | Clasificación de la montaña | Clasificación de los jóvenes | Clasificación por equipos |
| ----------------------------------------- | --------------------- | ------------------------ | --------------------------- | ---------------------------- | ------------------------- |
| 1.ª etapa (CRE) (Omega Pharma-Quick Step) | Mark Cavendish        | no se entregó            | no se entregó               | Michał Kwiatkowski           | Omega Pharma-Quick Step   |
| 2.ª etapa (Matthew Goss)                  | Mark Cavendish        | Matthew Goss             | Garikoitz Bravo             | Michał Kwiatkowski           | Omega Pharma-Quick Step   |
| 3.ª etapa (Peter Sagan)                   | Mark Cavendish        | Mark Cavendish           | Cesare Benedetti            | Michał Kwiatkowski           | Omega Pharma-Quick Step   |
| 4.ª etapa (Chris Froome)                  | Michał Kwiatkowski    | Mark Cavendish           | Francesco Failli            | Michał Kwiatkowski           | Sky                       |
| 5.ª etapa (Joaquim Rodríguez)             | Chris Froome          | Alberto Contador         | Cesare Benedetti            | Michał Kwiatkowski           | Sky                       |
| 6.ª etapa (Peter Sagan)                   | Vincenzo Nibali       | Alberto Contador         | Damiano Cunego              | Michał Kwiatkowski           | Movistar                  |
| 7.ª etapa (CRI) (Tony Martin)             | Vincenzo Nibali       | Alberto Contador         | Damiano Cunego              | Michał Kwiatkowski           | Movistar                  |
| Final                                     | Vincenzo Nibali       | Alberto Contador         | Damiano Cunego              | Michał Kwiatkowski           | Movistar                  |